# Eltroplectris misera
Eltroplectris misera là một loài thực vật có hoa trong họ Lan. Loài này được (Kraenzl.) Szlach. mô tả khoa học đầu tiên năm 1993.